# Ca la Ramona
Ca la Ramona és una casa del Llor, al municipi de Torrefeta i Florejacs (Segarra), inclosa a l'Inventari del Patrimoni Arquitectònic de Catalunya.

## Descripció
Antiga casa senyorial del segle xv, de la qual només es conserva una gran portada dovellada i un fragment de la façana, ja que la construcció restant és posterior i desvirtua la fisonomia original de l'edifici.
Presenta dos cossos verticals perfectament diferenciats, tant pel que fa als materials com pels nivells de l'edifici. Aquests dos cossos es veuen units per una destacada portada d'arc de mig punt, que presenta un escut en forma d'estrella a la clau. Adherida a aquesta portada renaixentista, s'observa una porta rectangular més petita, emmarcada per grans carreus de pedra i una llinda on apareix la data "1782", flanquejada pel relleu d'unes tisores en un costat i un compàs i una taula a l'altre.
Mentre que la meitat de la façana moderna es troba arrebossada, pintada i presenta obertures modernes, així com un terrat que neix d'una porta balconera i forma una porxada, l'altra meitat deixa al descobert les filades de carreus de pedra irregulars, dues finestres amb motllures i ampit amb un clar símptoma d'abandonament.